# Oggetto (informatica)
Con il termine oggetto, in informatica ed in particolar modo nell'ambito della programmazione, si intende nella maniera più generica una regione di memoria allocata.

## Ambiti
In particolare nella programmazione orientata agli oggetti (OOP), l'oggetto è un esemplare (in inglese instance, comunemente anche se impropriamente tradotto in italiano come "istanza") di una classe, unico e separato dagli altri oggetti (secondo il concetto di incapsulamento) con i quali può tuttavia "comunicare".
Generalmente, si considerano come oggetti tutte le entità dotate di una propria identità. Non tutte le entità di un problema, però, devono essere necessariamente oggetti: dipende dalla natura del problema, che può consentire o richiedere di trascurare o meno certe entità perché non significative per il problema stesso. Gli oggetti, inoltre, possono anche essere composti da altri oggetti: in tal caso si deve approfondire l'analisi ed individuare i singoli componenti, sino a giungere a un livello che contenga soltanto oggetti atomici.
Per "definire" un oggetto è quindi necessario individuare:
- le sue caratteristiche (attributi), attraverso la cosiddetta astrazione sui dati;
- le azioni che può compiere e/o subire (metodi), con la cosiddetta astrazione funzionale.

Un'"istanza" è un particolare oggetto di una determinata classe. Ogni istanza è separata dalle altre, ma condivide con gli altri oggetti della stessa classe le sue caratteristiche generali, attraverso la comune descrizione dei campi e dei metodi.
Per esempio, il mio cane, "Bobbi", può essere rappresentato da un oggetto di nome "Bobbi" creato come istanza della classe "Cane", con un attributo chiamato "Nome" che contiene la stringa "Bobbi".
In certi casi, alcuni oggetti possono essere immaginati come sottoprogrammi che possono comunicare fra di loro ricevendo o inviando messaggi attraverso i loro metodi.
Una classe può essere vista come un tipo complesso (rispetto ai tipi semplici predefiniti, detti primitivi) di variabili e un oggetto (istanza) può essere visto come una delle variabili di quel tipo. Creando una classe, infatti, si definisce un tipo di dato nuovo rispetto a quelli predefiniti e forniti con le librerie del linguaggio usato.
In un linguaggio ad oggetti (come Java) ogni elemento del linguaggio è un oggetto e deve essere inteso come l'astrazione di un corrispondente oggetto del mondo reale.
Un oggetto del mondo reale ha delle caratteristiche e dei comportamenti, mentre un oggetto nella OOP è la rappresentazione informatica di un oggetto del mondo reale. Nella OOP le caratteristiche degli oggetti reali sono rappresentate usando (variabili di istanza) mentre i loro comportamenti sono  rappresentati con blocchi di istruzioni detti "metodi".
Ritornando all'esempio del cane Bobbi, l'oggetto OOP corrispondente potrebbe avere delle variabili che descrivono il numero di zampe, la tipologia del pelo, il nome, il colore, e dei metodi con nomi significativi come corri, mangia, abbaia, scodinzola.
Un oggetto, dal punto di vista logico, non è mai un elemento a sé stante, ma deriva sempre da un altro oggetto, di cui eredita ed estende le funzionalità.
Solitamente l'oggetto principale viene chiamato Object, proprio per identificarlo con un oggetto del mondo reale quanto più generico possibile.
Per esempio, in Java, tutti gli oggetti sono una estensione della super classe Object, da cui ereditano tutti gli attributi (variabili e metodi).
L'oggetto Object definisce dei metodi e delle variabili d'istanza generiche, perché da questo oggetto si faranno poi discendere tutti gli altri oggetti.
Ad esempio:
- Object
  - Animale
    - Rettile
    - Mammifero
      - Canide
        - Cane

      - Felino
        - Gatto

In una branca strettamente matematica dell'informatica il termine "oggetto" viene usato in senso puramente matematico per riferirsi a qualsiasi "cosa". Mentre questa interpretazione è utile nella discussione della teoria astratta, non è abbastanza concreta per essere utilizzata come primitiva nella discussione di materie più concrete (come la programmazione) che sono più vicine all'information processing. In questo caso, gli oggetti sono ancora entità concettuali, ma generalmente corrispondono a blocchi contigui di memoria (informatica) di una determinata dimensione in un determinato posto. Questo è dovuto al fatto che la computazione ed il processo dell'informazione alla fine richiedono uno schema di memoria. Gli oggetti, in questo senso, sono primitive necessarie per definire accuratamente concetti tipo reference, variabili, e name binding. Questo è il motivo per cui è d'uso focalizzarsi sull'interpretazione concreta di "oggetto piuttosto che su quella astratta.
Nonostante un blocco di memoria possa apparire contiguo ad un livello di astrazione e non contiguo ad un altro, la cosa importante è che appaia contiguo al programma che lo tratta come oggetto. Ovvero, il programma si preoccupa che l'oggetto debba essere libero da reference interne, perché altrimenti non sarebbe più una primitiva. In altre parole, i dettagli di memorizzazione privata dell'oggetto non devono essere mostrati ai client dell'oggetto, e devono essere in grado di cambiare senza modificare il codice client.
Gli oggetti esistono solo all'interno di contesti che li riconoscono come tali; una parte di memoria contiene un oggetto solo se un programma lo tratta come tale (per esempio riservandolo per uso esclusivo di specifiche procedure e/o associandogli un tipo di dato). Per cui, la vita di un oggetto corrisponde all'intervallo di tempo durante il quale viene trattato come oggetto. Questo è il motivo per cui sono ancora entità concettuali, malgrado la loro presenza fisica in memoria.
In altre parole, i concetti astratti che non occupano spazio di memoria durante l'esecuzione non sono, per definizione, oggetti; ad esempio, il comportamento mostrato da un insieme di classi o tipi di dati nei programmi.
Per enfatizzare il fatto che un oggetto contiene informazioni utili, il termine data object è a volte usato per riferirsi a quell'oggetto.

## Oggetti nella programmazione orientata agli oggetti
Nella programmazione orientata agli oggetti (OOP), un'istanza di un programma è la rappresentazione in memoria RAM della classe a cui l'oggetto corrisponde.
Una classe (class) è una raccolta di dati, o meglio della loro descrizione e delle variabili che servono per descriverli e dei metodi usati per elaborarli. Combinati assieme, dati e metodi descrivono lo stato e il comportamento di un oggetto.
Gli oggetti nella OOP estendono la più generale nozione di oggetto descritta sopra, includendo uno specifico tipo, che tra le altre cose tiene conto:
1. dei suoi attributi o campi (fields) o dati membri che rappresentano e contengono i dati associati all'oggetto;
2. dei suoi metodi, che accedono ai dati associati a quell'oggetto, in modo predefinito.

Nel caso dei linguaggi OOP più rigorosi è possibile accedere ai dati di un oggetto solo attraverso i suoi metodi, facilitando la garanzia che i dati siano sempre coerenti.
In Java, questa esclusività è ottenuta anteponendo al tipo della variabile campo la parola riservata "private".
Per esempio, in Java, volendo rappresentare un oggetto reale caratterizzato dal nome "Nome" potremmo scrivere nella sua classe:
```
private
 
String
 
Nome
;

```

Alcuni linguaggi non fanno differenza tra dati membri e metodi.
In un linguaggio OOP ogni oggetto viene creato da una classe e definito come una "istanza" della sua classe. Perciò, se ogni classe rappresenta un tipo di dato, due oggetti creati a partire dalla stessa classe avranno lo stesso tipo di dato.
In pratica, un oggetto viene creato in base a un modello astratto chiamato classe.
Una classe consiste in un blocco di istruzioni caratterizzato da un proprio nome, che contiene la descrizione dei dati e delle variabili per contenerli (i campi) assieme alla descrizione delle istruzioni (metodi) per gestirli (leggerli e modificarli).
Notare che la classe contiene solo la descrizione dei dati e dei comportamenti degli oggetti creati sulla base di quella classe.
Prima di definire un oggetto, quindi, si dovrà descrivere in astratto la sua classe e definire le variabili necessarie a contenere i suoi dati e i metodi per gestirli.
In concreto l'oggetto è creato come istanza della sua classe e prende vita ricevendo da altri oggetti i dati costituiti dai valori da assegnare alle sue variabili. Occorre ricordare che nella OOP ogni programma è costituito da oggetti che interagiscono tra loro (ricevendo dati da altri oggetti e trasmettendo dati ad altri oggetti).
Per esempio, dovendo rappresentare un cane di nome "Bobbi", si potrà rappresentarlo come un'istanza del tipo (classe) "Cane", che a sua volta sarà una sottoclasse della classe "Animale".
Nel caso di oggetto polimorfico, alcuni dettagli del suo tipo possono essere ignorati selettivamente, per esempio un oggetto della classe "Cane" potrebbe essere usato da una funzione che cerca un oggetto di tipo "Animale". Lo stesso vale per un oggetto di tipo "Gatto", perché anche lui deriva dalla classe "Animale". Quando si accede a un oggetto di tipo "Animale", alcuni attributi di tipo "Cane" e "Gatto" potrebbero essere inaccessibili, ad esempio l'attributo "Coda", perché non tutti gli animali hanno una coda.
A questo punto si può fare un altro passo avanti nella comprensione del concetto di oggetto della OOP.
tutti gli oggetti hanno tre caratteristiche:
1. l'Identità - è la proprietà di un oggetto di distinguersi dagli altri ed è rappresentata dal suo nome;
2. lo Stato - che è costituito dai dati associati a un oggetto, ed è rappresentato attraverso variabili associate a quell'oggetto;
3. il Comportamento - è descritto attraverso metodi che evocano le azioni che può compiere quell'oggetto.
4. In particolare esistono diversi tipi di oggetti:
5. Alcuni nomi sono usati per indicare alcuni oggetti speciali:

- Oggetto singleton - un oggetto che rappresenta l'unica istanza di una classe nell'esecuzione di un programma.
- Functor (oggetto funzione) - un oggetto con un solo metodo (in C++, questo metodo potrebbe essere l'operatore di funzione, "operator()") che agisce come una funzione (simile ad un puntatore C/C++ ad una funzione).
- Oggetto costante - un oggetto con uno stato fissato all'atto della creazione e che non si modifica in seguito.
- Oggetto First-class - un oggetto che può essere usato senza restrizioni.
- Oggetto Container - un oggetto che contiene altri oggetti.
- Oggetto Factory - un oggetto preposto alla creazione di altri oggetti.
- Metaobject - un oggetto da cui altri oggetti possono essere creati (confrontare con classe, che non è necessariamente un oggetto)
- Oggetto Prototipo - un metaobject specializzato da cui altri oggetti possono venir creati attraverso la copia.

### Esempi
Per capire meglio cosa sia un oggetto vediamo un semplice esempio del codice che in linguaggio Java è necessario per creare un oggetto che rappresenta un cane di nome "Bobbi".
Per prima cosa definiremo la classe Cane:
```
class
 
Cane
 
{

  
private
 
String
 
nome
;

  
// metodo costruttore

  
Cane
(
String
 
nome
)
 
{
 

       
this
.
nome
 
=
 
nome
;

  
}

  
public
 
getNome
()
 
{

       
return
 
nome
;

  
}

}

```

Dopo avere definito la classe "Cane" potremo creare l'oggetto "bobbi" come sua istanza con l'istruzione: 
```
new

```

 Il modo più semplice per impostare i dati dell'oggetto bobbi è quello di chiamare il metodo costruttore (omonimo della classe Cane) passandogli la stringa "Bobbi" attraverso le istruzioni (da inserire nel metodo main):
```
Cane
 
bobbi
 
=
 
new
 
Cane
(
"Bobbi"
);

```

Per far visualizzare il contenuto della variabile d'istanza nome associato all'oggetto di tipo Cane e nome bobbi basterà scrivere:
```
System
.
out
.
print
(
bobbi
.
getNome
());

```

Altri esempi Java:
```
class
 
ObjectRecall
 
{

     
public
 
static
 
void
 
main
(
String
 
args
[]
)
 
{

          
Object
 
O1
 
=
 
new
 
Object
();
 
//Costruisce l'oggetto "O1" nella classe "Object"

          
Object
 
O2
 
=
 
new
 
Object
();
 
//Costruisce l'oggetto "O2" nella classe "Object"

          
String
 
printFirstObject
 
=
 
O1
.
printMessage
();
 
/*Richiama attraverso l'oggetto "O1" il metodo "printMessage" presente nella classe "Object" e lo assegna alla variabile "printFirstObject"*/

          
String
 
printSecondObject
 
=
 
O2
.
printMessage
();
 
/*Richiama attraverso l'oggetto "O2" il metodo "printMessage" presente nella classe "Object" e lo assegna alla variabile "printSecondObject"*/

          
System
.
out
.
println
(
printFirstObject
);
 

          
System
.
out
.
println
(
printSecondObject
);
 
/*Stampa a schermo il contenuto di "printSecondObject", che (se il metodo "printMessage" stampa casualmente stringhe casuali) può essere diverso dalla precedente stampa in quanto richiamato con un diverso oggetto: "O2"*/

       
}

}

```